# Carirubana
Carirubana é um município da Venezuela localizado no estado de Falcón.
A capital do município é a cidade de Punto Fijo.